# ピート・キング (アメリカ合衆国の作曲家)

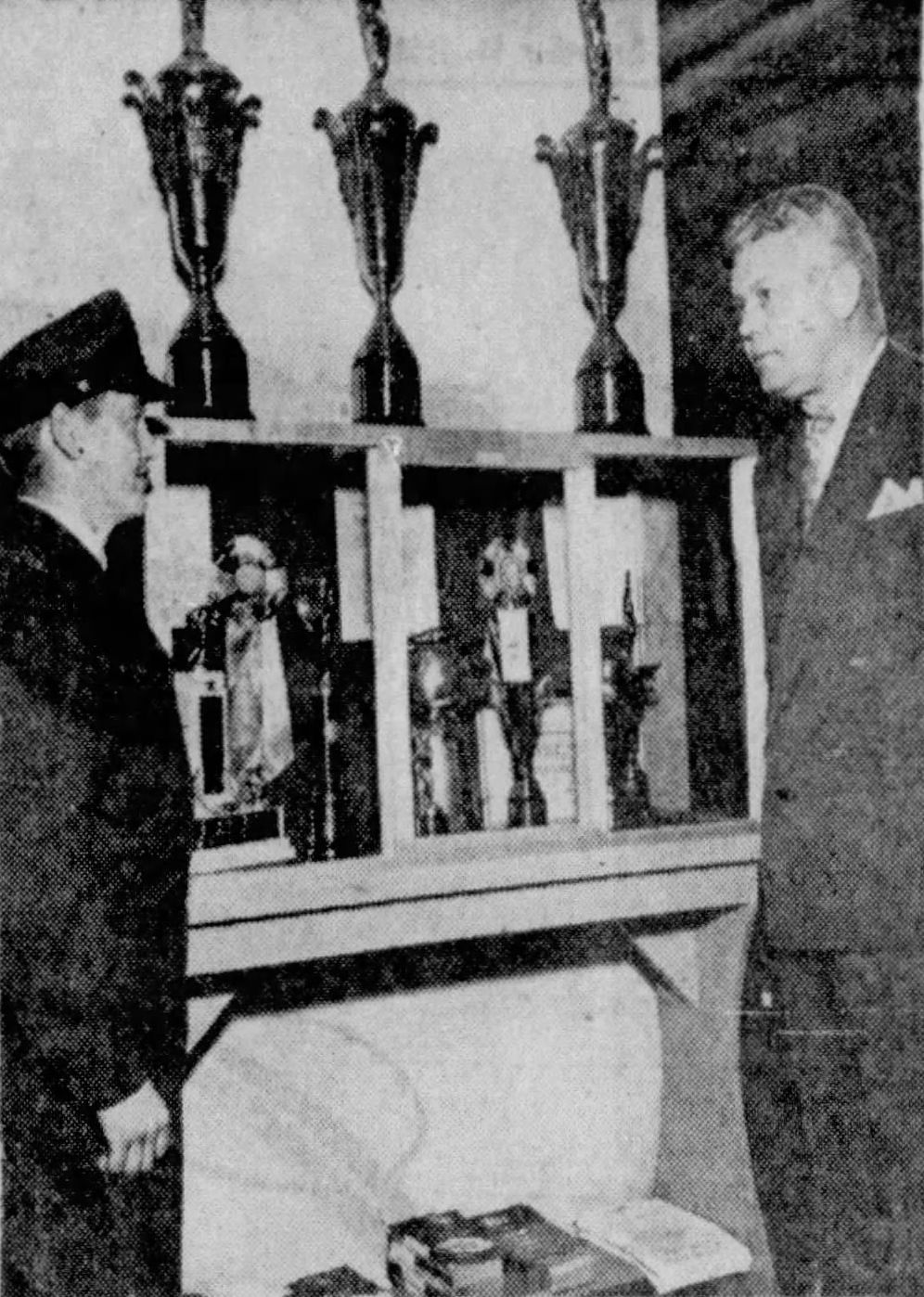
ヴァンナイズ空軍州兵本部でユージン・C・ハーマン大尉と話すピート・キング（右、1951年12月）

ピート・キング（Pete King、1914年8月8日 - 1982年9月21日）は、おもにイージーリスニングや映画音楽の分野を手がけたアメリカ合衆国の作曲家、編曲家。
1967年には、ナショナル・アカデミー・オブ・レコーディング・アーツ・アンド・サイエンスの会長に選出された。

## 経歴
キングは、シンシナティ音楽院とミシガン大学で音楽を学んだ。
ニューヨークでラジオ番組『The Fred Allen Show』などの音楽制作に長く関わった後、1952年にロサンゼルスへ拠点を移した。以降、『めぐり逢い』（1957年）、『南太平洋』（1958年）『ベルズ・アー・リンギング (Bells Are Ringing)』（1960年）、『ステート・フェア』（1962年）、『キャメロット』（1967年）、『ドリトル先生不思議な旅』（1967年）など、様々な映画の音楽制作に参加した。
キングは、様々なハリウッド映画のためにオーケストラを指揮しており、1957年の映画『The Pied Piper of Hamelin』のためにエドヴァルド・グリーグの作品の翻案などをおこない、2編のコメディ映画『The Family Jewels』と『The Last of the Secret Agents?』も手がけた。キングの編曲やキュー (cues) は、アメリカ合衆国のテレビ・シリーズ『ハッピーデイズ』や『ゆかいなブレディー家』などでも、しばしば聞かれる。
しかし、1974年に髄膜炎を患った結果、キングは聴覚を失い、活動できなくなった。
死去後、彼はロサンゼルスのフォレスト・ローン・メモリアル・パークに埋葬された。